# Rejon rosieński
Rejon rosieński (lit. Raseinių rajono savivaldybė) – rejon w centralnej Litwie.